# سوهانا خان
سوهانا خان (ولدت في 22 مايو 2000) هي ممثلة هندية. ابنة الممثل شاه رخ خان والمنتج جوري خان، وهي معروفة بدورها كفيرونيكا لودج في فيلم The Archies (2023).

## الحياة و الوظيفة
ولدت سوهانا خان في 22 مايو 2000 في مومباي لوالدها الممثل السينمائي الهندي شاه رخ خان والمنتج جوري خان. لديها شقيقان، بما في ذلك الأخ الأكبر اسمه آريان. وهي تتبع ديانتي والديها الإسلام والهندوسية. قامت بتعليمها في مدرسة Dhirubhai Ambani الدولية في مومباي. تخرجت من المدرسة الثانوية في كلية أردينجلي ثم التحقت بعد ذلك بمدرسة تيش للفنون بجامعة نيويورك في مدينة نيويورك.
حظيت خان باهتمام إعلامي منذ ولادتها بسبب نجومية والدها. قالت إنها "كرهت الاهتمام". في عام 2018، ظهر خان على غلاف مجلة فوغ الهندية. في العام التالي، ظهرت لأول مرة في التمثيل مع الفيلم القصير The Gray Part of Blue.
في عام 2023، أصبحت واحدة من سفراء العلامات التجارية لشركة مستحضرات التجميل Maybelline New York وعلامة التجميل Tira التابعة لشركة Reliance Retail. في نفس العام، لعبت دور فيرونيكا لودج في فيلم المراهقات زويا أختار The Archies. كما غنت أغنية "Jab Tum Na Theen" للموسيقى التصويرية للفيلم. اعتبرتها الناقدة سوكانيا فيرما من موقع Rediff.com "مادة نجمية جاهزة للشحن" لكن سنيها بنجاني من قناة CNBC TV18 رفضت تمثيلها ووصفته بأنه "خشبي" و"بلاستيكي جدًا".

## وصلات خارجية
- سوهانا خان على موقع IMDb (الإنجليزية)
- سوهانا خان على موقع قاعدة بيانات الأفلام العربية

1. ↑  Internet Movie Database (بالإنجليزية), QID:Q37312